# Краковська Світлана Володимирівна
Світла́на Володи́мирівна Крако́вська — український кліматолог, метеоролог, завідувач лабораторії прикладної кліматології Українського гідрометеорологічного інституту ДСНС та НАН України, старший науковий співробітник відділу Національного антарктичного наукового центру Міністерства освіти і науки України, кандидат фізико-математичних наук, член Міжурядової групи експертів з питань зміни клімату, стипендіатка Фонду Сороса, стипендіатка Президента України та НАН України, національна експертка проекту Clima East. Учасниця Другої української антарктичної експедиції, членкиня Національної академії наук США.

## Біографія
Закінчила Ленінградський гідрометінститут за спеціальністю «Метеорологія». До того, як потрапила на антарктичну станцію, була і в Сибіру, і в Арктиці.[джерело?]
Має досвід альпінізму в горах Кавказу та Середньої Азії, у Криму та Карелії, лижних походів у Хібінах, сплавів на байдарках та катамаранах, а також ще студентська практика на гідрографічному судні від Петропавловська-Камчатського навколо Чукотки, повз Острів Врангеля до Певека — і назад до бухти Провидіння.
У 1997 році була однією з чотирьох українських жінок, які вперше потрапили на антарктичну станцію «Академік Вернадський». Там науковиця займалась метеорологічними спостереженнями .
З 2013 року делегатка від України на засіданнях Міжурядової групи експертів зі змін клімату (IPCC). Авторка понад 100 публікацій.
5 травня 2025 року кліматологиня Світлана Краковська та математикиня Марина Вязовська стали міжнародними членкинями Національної академії наук США.

## Особисте життя
Чоловік — радист-метеоролог Роман Братчик родом з Рівного — один з перших українських зимівників, єдиний українець, який провів в Антарктиді 30 місяців поспіль.
Світлана Краковська, мати чотирьох дітей, продовжує займатися наукою.

## Нагороди та досягнення
- Орден княгині Ольги ІІІ ступеня (2021) — За визначний особистий внесок у здійснення наукової діяльності в Антарктиці та з нагоди 25-річчя української антарктичної станції «Академік Вернадський».[джерело?]

- 2022 року увійшла до переліку 10-ти найвпливовіших науковців світу на думку журналу «Нейче» (англ. «Nature»)[15][16]